# Classe Karp
Classe Karp è un gruppo di sommergibili costruiti dalla Friedrich Krupp Germaniawerft per la marina imperiale russa agli inizi del ventesimo secolo. I battelli vennero ordinati nell'ambito di un programma di emergenza varato nel 1904, come risultato della guerra russo-giapponese. Complessivamente, la classe era composta da tre unità, varate nel 1907. L'anno successivo, vennero trasferite alla flotta del Mar Nero grazie all'utilizzo della ferrovia.
Il progetto servì alla Germania come prototipo per il primo sommergibile tedesco, l'U-1.
Nel 1918, i due esemplari Karp e Karas vennero inclusi nella marina dello Stato Ucraino.

## Navi
Tutte le unità furono varate nel 1907.
- Karp: radiato nel 1917. Autoaffondato a Sebastopoli il 26 aprile 1919.
- Kambala: affondato in seguito ad una collisione con la nave da battaglia Rostislav, l'11 giugno 1909.
- Karas: radiato nel 1917. Autoaffondato a Sebastopoli il 26 aprile 1919.